# Metarranthis angularia
Metarranthis angularia är en fjärilsart som beskrevs av Barnes och Mcdunnough 1916. Metarranthis angularia ingår i släktet Metarranthis och familjen mätare. Inga underarter finns listade i Catalogue of Life.